# Лахав

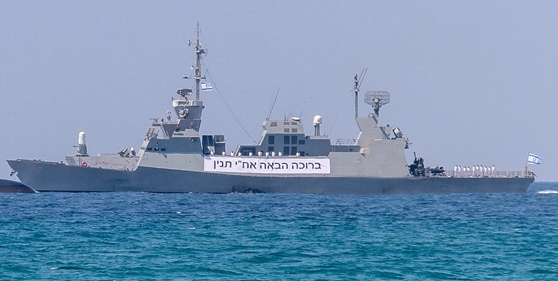

Лахав (Lahav, 502) (іврит: лезо) - корвет класу Саар-5 для ВМС Ізраїлю , був побудований на верфі Нортроп Груммана  в 1993 році. Є одним з трьох корветів класу Саар-5 на озброєнні ВМС Ізраїлю. Порт приписки знаходиться в Хайфі, Ізраїль.
Контракт на будівництво трьох кораблів класу був підписаний на початку 1980-х років. Лахав був другим кораблем класу. Спущений в 1993 році, і введений в експлуатацію у вересні 1994 року. Лахав взяв участь в ліванській війні 2006 року роблячи блокаду ліванських портів. Також брав участь у численних натовських навчанях, в тому числі в квітні 2008 року з турецьким і американським флотами.
Брав участь у захопленні  гуманітарного конвою у 2010 році.

## Зовнішні посилання
- Eilat Class Sa'ar 5 Multi-Mission Corvettes, Israel [Архівовано 25 листопада 2018 у Wayback Machine.]
- Israeli Navy to roll out new C2 system across fleet [Архівовано 3 лютого 2017 у Wayback Machine.]
- Israeli Navy to begin installing Barak 8 on Sa'ar 4.5 corvettes [Архівовано 13 лютого 2016 у Wayback Machine.]
- Israeli ship launches Barak-8 SAM for the first time [Архівовано 16 серпня 2016 у Wayback Machine.]